# Elecciones estatales de Tlaxcala de 2007
Las Elecciones estatales de Tlaxcala de 2007 se llevan a cabo el domingo 11 de noviembre de 2007, y en ellas se renovarán los siguientes cargos de elección popular en el estado mexicano de Tlaxcala:
- 60 Ayuntamientos. Compuestos por un Presidente Municipal y regidores, electos para un periodo de tres años no reelegibles para el periodo inmediato.
- 32 Diputados al Congreso del Estado. 19 electos por mayoría relativa en cada uno de los Distrito Electorales y 13 de representación proporcional electos mediante un sistema de listas.

## Resultados electorales

### Ayuntamientos

Distribución de los ayuntamientos por partido político

| Partido/Alianza                          | Partido/Alianza                                          | Municipios |
| ---------------------------------------- | -------------------------------------------------------- | ---------- |
|                                          | Alianza Progreso para Tlaxcala (PAN, Convergencia y PAC) | 20         |
|                                          | Alianza siglo XXI (PRI, PVEM)                            | 18         |
|                                          | Partido de la Revolución Democrática                     | 15         |
|                                          | Partido del Trabajo                                      | 2          |
|                                          | Convergencia                                             | 1          |
|                                          | Partido Centro Democrático de Tlaxcala                   | 0          |
|                                          | Partido Nueva Alianza                                    | 0          |
|                                          | Partido Alternativa Socialdemócrata                      | 2          |
|                                          | Partido Socialista                                       | 2          |
| Fuente: Instituto Electoral de Tlaxcala. |                                                          |            |

#### Ayuntamiento de Apizaco
| Partido/Alianza                          | Partido/Alianza                                          | Candidato | Candidato                          | Votos  | Porcentaje |
| ---------------------------------------- | -------------------------------------------------------- | --------- | ---------------------------------- | ------ | ---------- |
|                                          | Alianza Progreso para Tlaxcala (PAN, Convergencia y PAC) |           | Alex Ortiz Zamora                  | 9,600  |            |
|                                          | Alianza Siglo XXI (PRI-PVEM)                             |           | No Registro Candidato              | 0      |            |
|                                          | Partido de la Revolución Democrática                     |           | Jorge Domínguez Ramírez            | 7,191  |            |
|                                          | Partido del Trabajo                                      |           | Alfonso Alejandro Castellanos Vara | 1,508  |            |
|                                          | Partido Centro Democrático de Tlaxcala                   |           | José Macario Carrasco Vázquez      | 225    |            |
|                                          | Partido Nueva Alianza                                    |           | Rafael Agustín Ramos Carbajal      | 340    |            |
|                                          | Partido Socialista                                       |           | Romilia Espino Barba               | 1,378  |            |
|                                          | Nulos                                                    | Nulos     | Nulos                              | 895    |            |
| Total                                    | Total                                                    | Total     | Total                              | 29,354 |            |
| Fuente: Instituto Electoral de Tlaxcala. |                                                          |           |                                    |        |            |

#### Ayuntamiento de Tlaxcala
| Partido/Alianza                          | Partido/Alianza                                          | Candidato | Candidato                 | Votos  | Porcentaje |
| ---------------------------------------- | -------------------------------------------------------- | --------- | ------------------------- | ------ | ---------- |
|                                          | Alianza Progreso para Tlaxcala (PAN, Convergencia y PAC) |           | Adolfo Escobar Jardinez   | 13,035 |            |
|                                          | Alianza Siglo XXI (PRI-PVEM)                             |           | Lorena Cuéllar Cisneros   | 15,094 |            |
|                                          | Partido de la Revolución Democrática                     |           | Ramón Rocha Gutiérrez     | 2,716  |            |
|                                          | Partido del Trabajo                                      |           | Sebastián Camarillo López | 911    |            |
|                                          | Partido Nueva Alianza                                    |           | Guillermo López Meneses   | 668    |            |
|                                          | Nulos                                                    | Nulos     | Nulos                     | 0      |            |
| Total                                    | Total                                                    | Total     | Total                     | 32,424 |            |
| Fuente: Instituto Electoral de Tlaxcala. |                                                          |           |                           |        |            |

### Diputados
| Partido/Alianza                          | Partido/Alianza                                          | Distritos |
| ---------------------------------------- | -------------------------------------------------------- | --------- |
|                                          | Alianza Progreso para Tlaxcala (PAN, Convergencia y PAC) | 14        |
|                                          | Alianza Siglo XXI (PRI-PVEM)                             | 0         |
|                                          | Partido de la Revolución Democrática                     | 5         |
|                                          | Partido del Trabajo                                      | 0         |
|                                          | Nueva Alianza                                            | 0         |
|                                          | Partido Alternativa Socialdemócrata                      | 0         |
|                                          | Partido Centro Democrático de Tlaxcala                   | 0         |
|                                          | Partido Socialista                                       | 0         |
| Fuente: Instituto Electoral de Tlaxcala. |                                                          |           |